# Diaspora espagnole en France
La diaspora espagnole en France se compose d'Espagnols et de leurs descendants vivant en France. Des centaines de milliers d'Espagnols migrent en France au cours du XXe siècle, pour des raisons économiques et politiques, notamment après la guerre d'Espagne avec l'exil des républicains. Plus de 4 à 5 millions de Français ont une origine espanole.

## Historique
L'immigration espagnole commence de façon notable à la fin du XIXe siècle et concerne surtout des régions françaises proches de l'Espagne, le Sud-Ouest et le Midi, où les Espagnols travaillent dans l'agriculture et l'industrie. D'autres, bien moins nombreux, s'installent dans des centres urbains. Leur nombre augmente fortement durant la Première Guerre mondiale : de 106 000 Espagnols en 1911, on passe à 255 000 en 1921. Certains travaillent dans des usines d'armement et repartent le conflit terminé, lors duquel Madrid resta neutre, mais la hausse des prix outre-Pyrénées conduit des travailleurs à repartir en France et à s'y installer avec leur famille.
Leur nombre continue d'augmenter dans les années 1920, au point qu'il s'agit de la troisième nationalité étrangère présente en France. La majorité des 322 000 Espagnols (1926) est toujours installée dans le sud du pays et originaire de régions frontalières. Beaucoup sont travailleurs agricoles journaliers, certains économisant suffisamment pour devenir propriétaires. D'autres sont dans l'industrie, dans le Sud-Est ou la région parisienne (plaine Saint-Denis, quartier de la Petite Espagne), occupant plutôt des métiers non qualifiés.
Des restrictions à l'immigration suivent la crise de 1929, tandis que la proclamation de la Seconde République espagnole pousse de nombreux immigrés à revenir dans leur pays d'origine. De 352 000 Espagnols en 1931, la France en compte 254 000 en 1936. Ceux qui restent choisissent une installation pérenne en demandant leur naturalisation, tandis que le nombre de mariages transnationaux est élevé. La guerre d'Espagne et la Seconde Guerre mondiale participent à distendre les liens avec leur pays d'origine, notamment lors de la catastrophe de la Retirada et la déportation de nombreux résistants dans les camps nazis. Certains connaissent néanmoins après-guerre une ascension professionnelle, tant pour les hommes dans l'industrie que pour les femmes dans le secteur tertiaire.
Après 1945, si l'immigration politique continue (opposants au régime franquiste), celle économique explose, notamment à partir de la création de l'Institut espagnol d’émigration (IEE) en 1956 par Franco. En 1968, il y a 607 000 Espagnols en France, ce qui en fait la première origine nationale immigrée. Aidés par des réseaux migratoires revivifiés, ils s'installent d'abord dans les mêmes territoires que durant l'entre-deux-guerres, occupant des métiers peu qualifiés et se logeant dans des conditions au départ souvent précaires. À partir du milieu des années 1970, l'accès aux logements sociaux leur est facilité et certains, dans le secteur du bâtiment, réussissent à se construire une maison. Un dixième de l'immigration est officielle, organisée entre l'IEE et des entreprises, et concerne surtout des immigrés de l'ouest ou du sud de l'Espagne, sans lien avec les réseaux d'immigration préexistants.
Dans la France des Trente Glorieuses où les besoins des usines en main d'œuvre sont nombreux, les lieux d'installation évoluent progressivement, passant du sud à la région parisienne ou à d'autres villes industrielles pour les hommes, tandis que de nombreuses femmes seules viennent travailler comme domestiques, surtout à Paris et à Neuilly-sur-Seine. Celles qui sont en couple gardent toutefois l'idée de retourner dans leur pays d'origine. Disposant de meilleurs revenus que la génération précédente, les Espagnols de France peuvent cette fois-ci revenir dans leur pays à la pause estivale, y achetant parfois une maison. Ces départs sont favorisés par la chute de la dictature en 1977 et, en France, par la crise économique et l'instauration de l'aide au retour. D'autres choisissent de vieillir en France.
Cette période voit néanmoins une baisse continue de la présence espagnole en France, du fait des retours et de leur intégration dans leur pays. De 607 200 en 1968, ils sont 497 500 en 1975, 327 200 en 1982, 216 200 en 1990 et 160 400 en 1999.
À Paris, parmi les lieux importants de l'histoire de la diaspora figurent l'église du Cœur-Immaculé-de-Marie (16e arrondissement), siège de la Mission catholique fréquentée par les migrants économiques, la rue des Vignoles (20e arrondissement) et la librairie d'Antonio Soriano au 72 rue de Seine (6e arrondissement), où se rencontrent exilés politiques et culturels républicains, ainsi que l'Institut d'études hispaniques de la Sorbonne, 31 rue Gay-Lussac (même arrondissement) et l'Ateneo ibéro-americano de Paris, qui siège au Musée social (7e arrondissement). L'ambassade espagnole est elle située 22 avenue Marceau (16e arrondissement).

## Dans la culture populaire
Cinéma et télévision
- ...Enfants des courants d'air (1959), film d'Édouard Luntz.
- Le long voyage d'Esperanza (1970), documentaire de Claude Souef, ORTF.
- Des Espagnoles à Paris (1971), film de Roberto Bodegas.
- Les Femmes du 6e étage (2011), film de Philippe Le Guay.

Littérature
- Maria Arondo, Moi, la bonne, Stock, Paris, 1975.
- François-Marie Banier, Les Femmes du métro Pompe, Gallimard, 2006.